# ヴァネッサ・パラディ
ヴァネッサ・パラディ（Vanessa Paradis、1972年12月22日 - ）は、フランス出身の歌手、女優。
俳優のジョニー・デップは、かつての事実婚の夫であり、デップとの間に儲けた長女のリリー＝ローズ・デップも女優である。

## 来歴

### 歌手活動
地元のリセ・マルセラン＝ベルテロや、フォントネー＝スー＝ボワのリセ・パブロ＝ピカソに通っていた1987年に、シングル「夢見るジョー」（Joe Le Taxi）で歌手デビューし、フランスで11週連続でナンバー1となる大ヒットを記録。フランス語の曲としては珍しくイギリスのチャートのトップ10にも入った。ファースト・アルバム『マリリン&ジョン』もヒットした。
当時は世界的に10代のシンガーがこぞってデビューし、フランスでもヴァネッサとエルザ・ランギーニはアイドル的な扱いをされた。エルザは正統派アイドルなのに対し、ヴァネッサはロリータ的な雰囲気を持ち、舌足らずな歌声で人気を博すが、あまりに蠱惑的なために、女性やメディアからの激しいバッシングを受けた（時には直接通りすがりの女性たちから暴行を受けることもあった）。

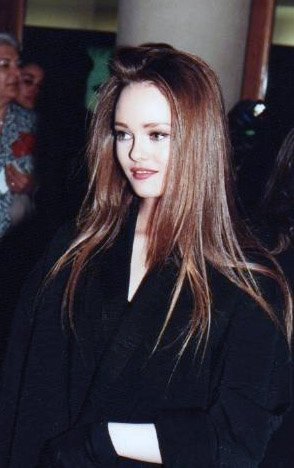
若き頃（1991年）

1990年にはセルジュ・ゲンズブール・プロデュースの『ヴァリアシオン』、1993年にはレニー・クラヴィッツのプロデュースで『ビー・マイ・ベイビー』をリリースし、世界的にヒットするなど、フランスを代表するシンガーとなる。クラヴィッツとは交際の噂が立った。

### 俳優活動
叔父である俳優ディディエ・パンの紹介で、7歳の時にテレビ出演している。1989年の『白い婚礼』で映画デビューし、セザール賞新人女優賞とロミー・シュナイダー賞を受賞した。1998年には『ハーフ・ア・チャンス』に出演し、アラン・ドロンとジャン＝ポール・ベルモンドと共演。1998年にはパトリス・ルコントの『橋の上の娘』で、ダニエル・オートゥイユと共演した。
その後、下記の出産などの理由により、しばらく映画出演はなかったが、2004年にはディディエ&ティエリー・ポワロー兄弟によるSFパニックサスペンス作品『エイリアンVSヴァネッサ・パラディ』で映画に復帰した。
シャネルやミュウミュウなどの広告塔にも起用されている。
2016年、第69回カンヌ国際映画祭のコンペティション部門の審査員に選出される。

### 私生活
1998年にカナダでコカイン不法所持容疑で拘束されたことがある。
1998年から俳優のジョニー・デップと交際し、1999年5月7日に長女（リリー＝ローズ・メロディ・デップ）を、2002年4月9日には長男（ジョン・クリストファー・“ジャック”・デップ三世）を出産。結婚はしていなかったが、おしどりカップルとして知られていた。しかし、2012年6月、ジョニー・デップと破局したことが代理人を通して明らかになる。
2013年から歌手・プロデューサーのバンジャマン・ビオレと交際していたが、2015年に別れている。2016年より映画監督のサミュエル・ベンシェトリと交際し、2017年11月に婚約、2018年6月30日にフランス北部の小さな町で挙式を行い結婚した。
妹のアリソン・パラディは女優として活躍中。

## ディスコグラフィ

### スタジオ・アルバム
- 『マリリン&ジョン』 - M&J (1988年)
- 『ヴァリアシオン』 - Variations sur le même t'aime (1990年)
- 『ビー・マイ・ベイビー』 - Vanessa Paradis (1992年)
- 『ブリス』 - Bliss (2000年)
- 『神々しき純愛』 - Divinidylle (2007年)
- Love Songs (2013年)
- Les Sources (2018年)

### ライブ・アルバム
- 『ライヴ〜ナチュラル・ハイ・ツアー』 - Vanessa Paradis Live (1994年)
- 『ライヴ・イン・パリ - 2001.05.30』 - Vanessa Paradis au Zénith (2001年)
- Divinidylle Tour （2008年)
- Une nuit à Versailles （2010年)
- Love Songs Tour （2014年)

### コンピレーション・アルバム
- Best of Vanessa Paradis (2009年)
- Best of & Variations (2019年)

## 主な出演作品
| 公開年 | 邦題 原題                                                                    | 役名         | 備考                      |
| ------ | ---------------------------------------------------------------------------- | ------------ | ------------------------- |
| 1989   | 白い婚礼 Noce blanche                                                        | マチルダ     | セザール賞新人女優賞 受賞 |
| 1995   | エリザ Élisa                                                                 | マリー       |                           |
| 1997   | 奥サマは魔女 Un amour de sorcière                                            | モーガン     |                           |
| 1998   | ハーフ・ア・チャンス Une chance sur deux                                     | アリス       |                           |
| 1999   | 橋の上の娘 La Fille sur le pont                                              | アデル       |                           |
| 2001   | ロスト・イン・ラ・マンチャ Lost in La Mancha                                 |              |                           |
| 2004   | エイリアンVSヴァネッサ・パラディ Atomik Circus - Le retour de James Bataille | コンチャ     |                           |
| 2004   | 天使の宿り木 Mon ange                                                        | コレット     |                           |
| 2010   | ハートブレイカー L'arnacoeur                                                 | ジュリエット |                           |
| 2011   | モンスター・イン・パリ 響け!僕らの歌声 Un monstre à Paris                    | ルシール     | アニメ、声の出演          |
| 2011   | カフェ・ド・フロール cafe de flore                                           | ジャクリーヌ |                           |
| 2013   | ジゴロ・イン・ニューヨーク FADING GIGOLO                                     | アヴィガル   |                           |
| 2016   | コンビニ・ウォーズ バイトJK VS ミニナチ軍団 Yoga Hosers                      |              |                           |

## 参照
1. ↑  『VANESSA PARADIS ヴァネッサ・パラディ メディア挙げてのバッシングが続く究極のファム・ファタル』CUT 1995年5月 Vol.40、ロッキング・オン
2. ↑  “カンヌ映画祭の審査員発表！マッツ・ミケルセン、キルステン・ダンストら【第69回カンヌ国際映画祭】”. シネマトゥデイ. (2016年4月26日) 2016年4月26日閲覧。
3. ↑  “ジョニー・デップとヴァネッサ・パラディがついに破局 14年の関係に終止符 公式声明”. シネマトゥデイ. (2012年6月20日) 2013年3月22日閲覧。
4. ↑  “バネッサ・パラディが結婚”. 映画.com. (2018年7月2日) 2018年7月2日閲覧。